# Карпиловка (Новоград-Волынский район)
Карпиловка (укр. Карпилівка) — село на Украине, основано в 1750 году, находится в Новоград-Волынском районе Житомирской области.

## История
В 1906 году — село Новоград-Волынского уезда Волынской губернии.

Расстояние от уездного города — 18 верст, от волости — 7. Дворов — 18, жителей — 64.

## Населения
Население по переписи 2001 года составляет 79 человек.

## Общая информация
Почтовый индекс — 11722. Телефонный код — 4141. Занимает площадь 0,633 км².

## Адрес местного совета
11722, Житомирская область, Новоград-Волынский р-н, с. Малая Цвиля, ул. Ленина, 2